# Ponte di Quintodecimo
Die Ponte di Quintodecimo ist eine steinerne Bogenbrücke im Ortsteil Quintodecimo der italienischen Gemeinde Acquasanta Terme, Provinz Ascoli Piceno, Region Marken, die den Fluss Tronto überspannt.
Die Brücke wurde vermutlich bereits zu römischer Zeit unter Augustus aus Travertin erbaut und war Bestandteil der antiken Konsularstraße Via Salaria, die Rom mit der adriatischen Küste verband. Sie besitzt einen größeren den Fluss überspannenden Hauptbogen und zwei kleinere Nebenbögen, die den Höhenunterschied zwischen der Fahrbahn und dem Flussufer ausgleichen.